# Dominium ex iure Quiritium
In diritto romano l'istituto del dominium ex iure Quiritium (letteralmente: dominio secondo il diritto dei Quiriti) designava in origine l'appartenenza piena ed esclusiva di una res a un individuo, situazione riconosciuta e tutelata dal risalente ius civile. È il più antico tipo di diritto di proprietà e veniva riconosciuto solo ai cives, cioè ai cittadini romani ed era relativo, per quanto riguarda gli immobili, solo ai fondi del suolo italico..
Caratteristiche essenziali del dominium ex iure Quiritium erano la illimitatezza, la imprescrittibilità e l'elasticità. Esso si estendeva usque ad coelum et ad inferos, cioè sia nel sottosuolo sia sullo spazio sovrastante, e non erano ammessi prelievi fiscali né esproprio per pubblica utilità (illimitatezza); né era concepibile il venir meno del dominium per il semplice non esercizio di tale diritto, salvo il caso di usucapio (imprescrittibilità); inoltre, quando il diritto di proprietà fosse gravato da usufrutto o altre forme di diritti su cosa altrui, all'estinzione di questi il dominium compresso si sarebbe riespanso (elasticità).  Al dominus spettava dunque ogni facoltà di utilizzare la res in maniera illimitata, la facoltà di modificarla e perfino di distruggerla (cd. ius utendi fruendi abutendi).
Tale diritto poteva essere acquisito a titolo originario o a titolo derivativo. A titolo originario attraverso l'usucapio, la fruttificazione, gli incrementi apportati dai fiumi, l'accessione, la specificazione, l'occupazione e la confusione. A titolo derivativo per mezzo della traditio, la in iure cessio e la mancipatio.
Il suo diritto era tutelato da un'apposita actio in rem: la rei vindicatio.
Per il ius civile, il dominium ex iure Quiritium poteva essere trasferito o mediante uno degli atti formali previsti per lo scopo (mancipatio o in iure cessio) se la res da trasferire era una res mancipi, ovvero tramite semplice consegna (traditio) della cosa se si fosse trattato di res nec mancipi. Qualora il trasferimento di una res mancipi non fosse avvenuto tramite l'atto formale richiesto, si creava una situazione ambigua per cui l'alienante rimaneva dominus ex iure Quiritium, mentre l'alienatario non riceveva tutela dal ius civile pur avendo acquistato la res.
Per ovviare a questi problemi alla fine dell'età repubblicana un pretore di nome Publicio concesse a chi si fosse trovato in tale situazione un'actio in rem (actio Publiciana) con cui l'alienatario avrebbe potuto reclamare la cosa acquistata da chiunque lo avesse privato del possesso. Parimenti concesse una exceptio rei venditae ac traditae per tutelarlo qualora il dominus (rimasto tale secondo il ius civile, ma non più proprietario nella sostanza) avesse rivendicato il bene.
Si creò dunque un sistema doppio di proprietà che vedeva da un lato il dominum ex iure Quiritium (tutelato ex iure civili), e dall'altro la proprietà tutelata dal ius honorarium e tecnicamente definita in bonis habere. Di tale situazione scrive il giurista romano Gaio nelle sue Istituzioni: «Sed postea divisionem accepit dominium, ut alius possit esse ex iure Quiritium dominus, alius in bonis habere» (Traduzione: Ma in seguito si ebbe una divisione del dominium, tale che è possibile che qualcuno sia dominus ex iure Quiritium e un altro abbia in bonis).
Divenuta ormai un orpello storico al tempo di Giustiniano, l'espressione tecnica Dominium ex iure Quiritium venne formalmente cancellata da una costituzione dell'imperatore che proclamò l'unicità del diritto di proprietà.